# لغز أبو الهول
لغز أبو الهول هو فيلم وثائقي تلفزيوني صدر عام 1993 عن أبو الهول في الجيزة ، مع التركيز على الصراع بين علماء المصريات وعدد من الجيولوجيين المعاصرين  وأحيانًا مؤيدي النظرية الهامشية لفرضية تآكل أبو الهول بالماء . 
قدم الفيلم تشارلتون هيستون، والذي يضم الكاتب جون ويست والجيولوجي روبرت شوش.

## البث

### تلفزيون
تم بث الفيلم الوثائقي لأول مرة على قناة NBC كحلقة خاصة مدتها ساعة واحدة في وقت الذروة في 10 نوفمبر 1993. ووصل عدد جمهوره إلى حوالى 33 مليونًا.  وتم عرضه لاحقًا بشكل متكرر على قناة Discovery وقناة TLC على مدار العقد التالي.  

### وسائل الإعلام المنزلية
تم إصدار Mystery في البداية بواسطة Goldhil Home Media كإصدار ممتد مدته 95 دقيقة على VHS في عام  1994.
في عام 2005 أعيد بثه على DVD بواسطة UFOTV كإصدار خاص مدته 95 دقيقة.

## الاستقبال
تم وصف نسخة VHS في مراجعة عام 1994 بأنه "مزيج رائع من العلم والخداع". 
انتقد الجيولوجي روبرت شوش هذه النسخة، قائلاً: "للأسف، أُعيد تحرير الفيلم الوثائقي الأصلي وتوسعت محتوياته بإضافة مواد غير ذات صلة، بعضها لا يُرضيني إطلاقًا، وهو يُسوّق حاليًا من قِبل قناة "UFO TV"، ولا يزال الفيلم يحتوي على المادة الأساسية ويستحق المشاهدة، ولكن عند مشاهدته، يُرجى تجاهل "الحشو" غير المنطقي الذي أُضيف إلى برنامج رائع." 

## الإشادات
حصل جون ويست على جائزة إيمي للأخبار والأفلام الوثائقية فئة "الإنجاز الفردي المتميز في حرفة الباحثون" في 8 سبتمبر 1994. 
حصل الفيلم على ترشيح في فئة "التصنيف الخاص للإنجاز المتميز في البرامج الإخبارية والوثائقية". 